# 2019冠状病毒病北京市疫情时间线 (2022年)
本条目介绍2019冠状病毒病疫情于2022年在北京市的情况和确诊病例。

## 2022年1月
1月2日，北京市新增4例境外输入确诊病例。
1月4日，北京市新增1例境外输入确诊病例。
1月6日，北京市新增1例境外输入确诊病例和4例无症状感染者。
1月8日，北京市新增1例境外输入确诊病例和5例无症状感染者。
1月10日，北京市新增1例境外输入确诊病例和4例无症状感染者。
1月11日，北京市新增2例境外输入无症状感染者转确诊病例和2例无症状感染者。
1月12日，北京市新增1例境外输入确诊病例和1例无症状感染者。
1月13日，北京市新增1例境外输入确诊病例。
1月15日，北京新增1例本土确诊病例，该病例近期未出京，活动轨迹涉多个购物中心。北京市疾控中心复核结果为奥密克戎变异株（BA.1进化分支）阳性，曾自述近期收发过国际邮件（1月7日自加拿大发出，1月11日收件）。另外新增1例境外输入确诊病例。
1月16日，北京市新增1例境外输入确诊病例和1例无症状感染者。当日，首都严格进京管理联防联控协调机制发布消息，自2022年1月22日零时起至3月底，进返京人员在抵京后72小时内需进行一次核酸检测，通勤人员按照现有政策规定继续执行。
1月17日，北京市新增1例本土确诊病例；新增3例境外输入确诊病例和4例无症状感染者。
1月18日，北京新增2例本土新冠肺炎确诊病例和1例核酸检测阳性者，其中2例确诊病例在海淀区，1例核酸检测阳性者在朝阳区。另新增5例境外输入确诊病例和1例无症状感染者。
1月19日，北京市新增5例本土核酸检测阳性者。其中4人为同一单位冷库装卸工，另1人为同住密接，一同从事冷库装卸工作。当日北京市新增2例本土确诊病例和1例无症状感染者转确诊病例；新增1例境外输入确诊病例和2例无症状感染者。
1月20日0时至16时，北京市新增5例本土新冠肺炎确诊病例，其中3例为19日通报的核酸检测阳性者诊断为确诊病例，普通型2例，轻型1例。北京市疾控中心对1月19日通报的核酸检测阳性者1进行全基因组测序，结果显示为德尔塔变异株（AY.30进化分支），与本市1月18日通报的核酸检测阳性者病毒序列完全一致，属于同一传播链。丰台区玉泉营街道万柳园小区和房山区长阳镇北广阳城大街8号定为中风险地区。当日北京市新增2例境外输入确诊病例和12例无症状感染者。
1月21日0时至16时，北京市新增7例本土新冠肺炎确诊病例，其中轻型4例、普通型3例；新增5例本土新冠肺炎无症状感染者。当日共新增9例本土确诊病例、1例本土无症状感染者转确诊病例和6例无症状感染者；新增1例境外输入确诊病例和3例无症状感染者。
1月21日16时至1月22日16时，北京市新增9例本土新冠肺炎确诊病例，其中轻型8例、普通型1例，含1例无症状感染者转确诊病例。新增3例本土新冠肺炎无症状感染者。丰台区玉泉营街道万柳园小区定为高风险地区。当日北京市新增9例本土确诊病例（含1例1月21日诊断的无症状感染者转确诊病例）、4例本土无症状感染者。
1月23日，北京市新增6例本土确诊病例（含1例1月21日诊断的无症状感染者转确诊病例）和2例无症状感染者；新增1例境外输入确诊病例和4例无症状感染者。
1月24日，北京市新增5例本土确诊病例和1例无症状感染者；新增3例境外输入确诊病例和2例无症状感染者。
1月25日，北京市新增14例本土确诊病例和5例无症状感染者；新增1例境外输入确诊病例和14例无症状感染者。
1月26日，北京市新增5例本土确诊病例（含1例1月22日诊断的无症状感染者转确诊病例）；新增1例境外输入确诊病例和14例无症状感染者。
1月27日，北京市新增8例本土确诊病例（含2例1月21日诊断的无症状感染者转确诊病例）和1例无症状感染者；新增2例境外输入确诊病例和15例无症状感染者。
1月28日，北京市新增5例本土确诊病例。
1月29日，北京市新增20例本土确诊病例（含2例1月21日、22日诊断的无症状感染者转确诊病例）；新增3例境外输入确诊病例和8例无症状感染者。
1月30日0时至24时，新增3例本土确诊病例。
1月31日，北京市新增2例本土确诊病例和1例本土无症状感染者；新增2例境外输入确诊病例和3例境外输入无症状感染者。

## 2022年2月
2月1日，北京新增2例本土確診病例，新增1例境外输入确诊病例和4例无症状感染者。
2月2日，北京市新增2例本土确诊病例，新增2例境外输入确诊病例和56例无症状感染者。
2月3日，北京地坛医院应急隔离区1名医务人员确诊感染2019冠状病毒病，受此影响医院暂停门诊服务和接收普通住院患者。同日，北京市新增1例境外输入确诊病例和19例无症状感染者。
2月4日，新增1例本土确诊病例，新增16例境外输入无症状感染者。
2月5日，新增1例本土确诊病例，新增8例境外输入无症状感染者。
2月6日，北京市新增3例本土确诊病例（含1例无症状感染者转确诊病例）；新增1例境外输入确诊病例和9例无症状感染者。
2月7日，北京市无新增本土确诊病例、疑似病例和无症状感染者；新增1例境外输入确诊病例和8例无症状感染者。
2月8日，北京市无新增本土确诊病例、疑似病例和无症状感染者；新增1例境外输入确诊病例和4例无症状感染者。
2月12日，北京市新增2例境外输入确诊病例。
2月14日，北京市新增1例境外输入确诊病例和2例无症状感染者。
2月18日，北京市新增4例境外输入确诊病例和1例无症状感染者。
2月19日，北京市新增6例境外输入确诊病例。
2月20日，北京市新增9例境外输入确诊病例。
2月21日，北京市新增4例本土确诊病例（均为涉奥关联闭环人员）；新增4例境外输入确诊病例和1例无症状感染者。
2月22日，北京市新增10例本土确诊病例，均为2月17日至20日期间在武汉参加如新化妆品公司培训班的工作人员及其家属；新增8例境外输入确诊病例。
2月22日11时至2月23日11时，北京市新增确诊病例8例，其中7例为在武汉参加如新公司培训班人员，1例为内蒙古自治区确诊病例的密切接触者。截至23日24时，北京市新增7例境外输入确诊病例和5例无症状感染者。
2月24日，北京市新增2例本土确诊病例，新增8例境外输入确诊病例和1例无症状感染者。
2月25日，北京市新增1例本土确诊病例，新增4例境外输入确诊病例。
2月26日，北京市新增2例本土确诊病例；新增8例境外输入确诊病例和2例无症状感染者。
2月27日，北京市新增20例境外输入确诊病例和4例无症状感染者。
2月28日，北京市新增12例境外输入确诊病例和2例无症状感染者。

## 2022年3月
3月1日，北京市新增5例境外输入确诊病例和1例无症状感染者。
3月2日，北京市新增11例境外输入确诊病例和9例无症状感染者。
3月3日，北京市新增9例境外输入确诊病例和4例无症状感染者。
3月4日，北京市新增9例境外输入确诊病例和3例无症状感染者。
3月5日，北京市新增13例境外输入确诊病例和6例无症状感染者。
3月6日，北京市新增6例境外输入确诊病例和3例无症状感染者。
3月7日，北京市新增1例本土确诊病例；新增21例境外输入确诊病例和17例无症状感染者。同日，朝阳区接通州区疾控中心通报，在通州妇幼保健院就诊的同一家庭两名儿童新冠初筛阳性，均居住于万科青青家园。
3月7日0时至3月8日16时，北京市新增本土新冠肺炎确诊病例7例，其中海淀区3例、朝阳区4例。当日北京市新增5例境外输入确诊病例和8例无症状感染者。
3月8日16时至9日16时，北京市新增本土新冠病毒感染者5例，其中确诊病例4例、无症状感染者1例；海淀区3例、朝阳区2例。当日北京市新增14例境外输入确诊病例和8例无症状感染者。
3月10日，北京市新增5例本土确诊病例（含1例3月9日诊断的无症状感染者转确诊病例）和2例无症状感染者；新增15例境外输入确诊病例（含3例由无症状感染者转为确诊病例）和5例无症状感染者。
3月11日，北京市新增1例本土确诊病例，新增5例境外输入确诊病例和8例无症状感染者。
3月12日，北京市新增6例本土确诊病例（含1例3月10日诊断的无症状感染者转确诊病例）和1例无症状感染者；新增12例境外输入确诊病例和1例无症状感染者。
3月13日，北京市新增6例本土确诊病例和2例无症状感染者；新增3例境外输入确诊病例和1例无症状感染者。
3月14日，北京市新增6例本土确诊病例；新增9例境外输入确诊病例（含1例由无症状感染者转为确诊病例）和6例无症状感染者。
3月15日，北京市新增9例本土确诊病例和1例无症状感染者；新增3例境外输入确诊病例和1例无症状感染者。
3月16日，北京市新增4例本土确诊病例，新增8例境外输入确诊病例和1例无症状感染者。
3月14日以来，北京市一所小学发生聚集性疫情，据北京市疾控中心3月16日通报，这条传播链已造成15人感染，其中学生7例，成人8例。对学校教职工、学生及外环境进行采样和检测，教职工中未发现核酸阳性人员，学校外环境标本均为阴性。市疾控中心对此前报告的学校聚集性疫情感染者的标本进行全基因组测序结果表明，病毒属于奥密克戎变异株，病毒序列同国内、本市既往本土和境外输入病例序列进行比对，未发现高度同源序列；与2022年1月国外采样并上传国际新冠病毒数据库的病毒序列高度同源。
3月17日，北京市新增7例本土确诊病例和1例无症状感染者；新增7例境外输入确诊病例。
3月18日，北京市新增1例本土确诊病例；新增10例境外输入确诊病例和6例无症状感染者。
3月19日，北京市新增1例本土确诊病例；新增14例境外输入确诊病例。
3月20日，新增4例本土确诊病例；新增4例境外输入确诊病例和2例无症状感染者。
3月21日，北京市新增6例本土确诊病例；新增4例境外输入确诊病例和5例无症状感染者。
3月22日，北京市新增4例本土确诊病例，新增1例境外输入确诊病例,无新增疑似病例和无症状感染者。
3月23日，北京市新增4例本土确诊病例。
3月24日，北京市无新增本土确诊病例、疑似病例和无症状感染者；新增5例境外输入确诊病例和4例无症状感染者。
3月25日，北京市新增1例本土确诊病例和1例无症状感染者；新增7例境外输入确诊病例和9例无症状感染者。
3月26日，北京市新增1例本土确诊病例；新增1例境外输入确诊病例和1例无症状感染者。
3月27日，北京市无新增本土确诊病例、疑似病例和无症状感染者；新增2例境外输入确诊病例和2例无症状感染者。
3月28日，北京市无新增本土确诊病例、疑似病例和无症状感染者；新增3例境外输入确诊病例和2例无症状感染者。
3月29日，新增2例本土确诊病例；新增1例境外输入确诊病例。
3月30日，北京市无新增本土确诊病例、疑似病例和无症状感染者；新增2例境外输入确诊病例和2例无症状感染者。
3月31日，北京市新增2例境外输入确诊病例和4例无症状感染者。

## 2022年4月
4月1日，新增8例境外输入确诊病例和3例无症状感染者。
4月3日，新增1例本土确诊病例，该病例3月28日至31日曾前往外省出差，3月31日乘坐G530列车返京，4月3日报告核酸检测结果为阳性；新增3例境外输入确诊病例。
4月4日，朝阳区新增5名新冠核酸检测阳性，均为专营韩国服装的望京SOHO小金阁阁服装店的店员和同住人，顺义区新增1名核酸检测阳性人员，为外区确诊病例密切接触者，是专营韩国服装的望京SOHO小金阁阁服装店店员。当日新增8例本土确诊病例和1例无症状感染者；新增2例境外输入确诊病例和1例无症状感染者。
4月5日，新增4例本土确诊病例和1例无症状感染者。
4月6日，新增4例本土确诊病例（含1例4月4日诊断的无症状感染者转确诊病例），新增1例境外输入确诊病例。
4月7日，新增9例本土确诊病例和1例无症状感染者。
4月8日，新增6例本土确诊病例；新增2例境外输入确诊病例和1例无症状感染者。
4月9日，新增3例本土确诊病例；新增1例境外输入确诊病例和1例无症状感染者。
4月10日，北京市新增1例境外输入确诊病例。
4月11日，北京市新增4例本土确诊病例。
4月13日，北京市新增1例本土确诊病例；新增1例境外输入确诊病例。
4月14日，北京市新增2例本土确诊病例；新增1例境外输入确诊病例。
4月15日，北京市新增1例境外输入确诊病例和3例无症状感染者。
4月17日，北京市新增3例本土确诊病例；新增4例境外输入确诊病例和1例无症状感染者。
4月18日，北京市新增2例本土确诊病例；新增1例境外输入确诊病例。
4月19日，新增2例本土确诊病例。
4月20日，新增1例本土确诊病例。
4月21日，新增1例本土确诊病例，系4月19日乘坐G10次列车抵京的旅客。
4月22日，新增6例本土确诊病例，其中2人从事装修工作；另2人为京郊老年旅游团团友。新增2例境外输入确诊病例。
4月23日，新增22例本土确诊病例，新增1例境外输入无症状感染者。
4月24日，新增14例本土确诊病例和5例无症状感染者；新增1例境外输入确诊病例。
4月25日，新增32例本土确诊病例和1例无症状感染者。
4月26日，新增31例本土确诊病例和3例无症状感染者。
4月27日，新增48例本土确诊病例和2例无症状感染者；新增1例境外输入确诊病例。
4月28日，新增47例本土确诊病例和2例无症状感染者；新增2例境外输入确诊病例和2例无症状感染者。
4月29日，新增48例本土确诊病例和6例无症状感染者；新增2例境外输入确诊病例。
4月30日，新增53例本土确诊病例和6例无症状感染者，新增1例境外输入无症状感染者。

## 2022年5月
5月1日，新增36例本土确诊病例和5例无症状感染者。
5月2日，新增51例本土确诊病例和11例无症状感染者。
5月3日，新增46例本土确诊病例和5例无症状感染者。。
5月4日，新增42例本土确诊病例和8例无症状感染者；新增1例境外输入确诊病例。
5月5日，新增55例本土确诊病例和17例无症状感染者。
5月6日，新增45例本土确诊病例和8例无症状感染者；新增1例境外输入确诊病例和1例无症状感染者。
5月7日，新增44例本土确诊病例和18例无症状感染者。
5月8日，新增33例本土确诊病例(含4例5月6日、1例5月7日诊断的无症状感染者转确诊病例)和16例无症状感染者。
5月9日，新增61例本土确诊病例(含1例5月7日、2例5月8日诊断的无症状感染者转确诊病例)和13例无症状感染者；新增1例境外输入确诊病例。
5月10日，新增24例本土确诊病例(含2例5月8日诊断的无症状感染者转确诊病例)和13例无症状感染者；新增1例境外输入确诊病例和1例无症状感染者。
5月11日，新增35例本土确诊病例（含1例5月10日诊断的无症状感染者转确诊病例）和11例无症状感染者。
5月12日，新增42例本土确诊病例（含1例5月9日、2例5月11日诊断的无症状感染者转确诊病例）和8例无症状感染者；新增1例境外输入确诊病例和1例无症状感染者。
5月13日，新增32例本土确诊病例（含1例5月12日诊断的无症状感染者转确诊病例）和24例无症状感染者。
5月14日，新增33例本土确诊病例（含1例5月9日、1例5月11日、3例5月12日、2例5月13日诊断的无症状感染者转确诊病例）和8例无症状感染者。
5月15日，新增39例本土确诊病例（含1例5月7日、1例5月9日、1例5月12日、2例5月13日诊断的无症状感染者转确诊病例）和15例无症状感染者。
5月16日，新增43例本土确诊病例（含1例5月13日、7例5月15日诊断的无症状感染者转确诊病例）和9例无症状感染者。
5月17日，新增52例本土确诊病例（含9例无症状感染者转确诊病例）和17例无症状感染者。
5月18日，新增50例本土确诊病例（含2例无症状感染者转确诊病例）和5例无症状感染者。
5月19日，新增50例本土确诊病例（含6例无症状感染者转确诊病例）和12例无症状感染者；新增1例境外输入确诊病例。
5月20日，新增58例本土确诊病例（含2例无症状感染者转确诊病例）和12例无症状感染者。
5月21日，新增52例本土确诊病例（含1例无症状感染者转确诊病例）和9例无症状感染者。
5月22日，新增83例本土确诊病例（含3例无症状感染者转确诊病例）和16例无症状感染者。
5月23日，新增41例本土确诊病例（含2例无症状感染者转确诊病例）和7例无症状感染者。
5月24日，新增41例本土确诊病例（含4例无症状感染者转确诊病例）和6例无症状感染者。
5月25日，新增36例本土确诊病例（含2例无症状感染者转确诊病例）和9例无症状感染者；新增1例境外输入确诊病例和1例无症状感染者。
5月26日，新增22例本土确诊病例（含2例无症状感染者转确诊病例）和7例无症状感染者；新增1例境外输入确诊病例。
5月27日，新增18例本土确诊病例（含1例无症状感染者转确诊病例）和6例无症状感染者；新增2例境外输入确诊病例和3例无症状感染者。
5月28日，新增14例本土确诊病例（含2例无症状感染者转确诊病例）和7例无症状感染者。
5月29日，新增8例本土确诊病例（含1例无症状感染者转确诊病例）和4例无症状感染者。
5月30日，新增16例本土确诊病例和2例无症状感染者。
5月31日，新增14例本土确诊病例（含1例无症状感染者转确诊病例）和1例无症状感染者。

## 2022年6月
6月1日，新增11例本土确诊病例和3例无症状感染者。
6月2日，新增8例本土确诊病例和7例无症状感染者。
6月3日，新增5例本土确诊病例（含1例无症状感染者转确诊病例）和1例无症状感染者；新增4例境外输入确诊病例和5例无症状感染者。
6月4日，新增16例本土确诊病例（含2例无症状感染者转确诊病例）和3例无症状感染者；新增1例境外输入确诊病例。
6月5日，新增5例本土确诊病例（含1例无症状感染者转确诊病例）和1例无症状感染者。
6月6日，新增2例本土无症状感染者。
6月7日，新增4例本土确诊病例（含1例无症状感染者转确诊病例）和4例无症状感染者。
6月8日，新增1例本土确诊病例（为6月7日诊断的无症状感染者转确诊病例）；新增1例境外输入确诊病例。
6月9日，新增7例本土确诊病例和1例无症状感染者；新增2例境外输入确诊病例和6例无症状感染者。
6月10日，新增36例本土确诊病例和25例无症状感染者；新增3例境外输入确诊病例和6例无症状感染者。
6月11日，新增34例本土确诊病例（含1例无症状感染者转确诊病例）和31例无症状感染者。
6月12日，新增29例本土确诊病例（含1例无症状感染者转确诊病例）和22例无症状感染者。
6月13日，新增42例本土确诊病例和32例无症状感染者。
6月14日，新增25例本土确诊病例和38例无症状感染者。
6月15日，新增14例本土确诊病例和4例无症状感染者；新增1例境外输入确诊病例和3例无症状感染者。
6月16日，新增11例本土确诊病例（含1例无症状感染者转确诊病例）和11例无症状感染者；新增2例境外输入确诊病例和3例无症状感染者。
6月17日，新增1例本土确诊病例和8例无症状感染者；新增1例境外输入确诊病例和8例无症状感染者。
6月18日，无新增本土确诊病例、疑似病例，新增1例本土无症状感染者；新增1例境外输入确诊病例和1例无症状感染者。
6月19日，新增4例本土确诊病例和1例无症状感染者。
6月20日，新增3例本土确诊病例和2例无症状感染者；新增1例境外输入确诊病例。
6月21日，新增4例本土确诊病例和2例无症状感染者；新增1例境外输入确诊病例和1例无症状感染者。
6月22日，新增3例本土确诊病例；新增1例境外输入确诊病例和1例无症状感染者。
6月23日，新增1例本土确诊病例和2例无症状感染者；新增4例境外输入确诊病例和6例无症状感染者。
6月24日，新增2例本土确诊病例；新增3例境外输入确诊病例和7例无症状感染者。
6月25日，新增1例本土确诊病例。
6月26日，新增3例本土确诊病例和1例无症状感染者。
6月27日，无新增本土确诊病例、疑似病例和无症状感染者；新增1例境外输入确诊病例和2例无症状感染者。
6月28日，新增1例本土无症状感染者；新增1例境外输入确诊病例和3例无症状感染者。
6月29日，新增1例本土确诊病例；新增2例境外输入确诊病例和3例无症状感染者。

## 2022年7月
7月2日，新增1例境外输入确诊病例和1例无症状感染者。
7月3日，新增1例境外输入确诊病例和3例无症状感染者。
7月4日，新增3例本土确诊病例（1例社会面筛查人员、2例隔离观察人员，均居住在延庆区长城脚下的公社（酒店）），此三例感染的病毒均属于奥密克戎变异株BA.5.2分支；新增1例境外输入确诊病例和1例无症状感染者。
7月5日，新增5例本土确诊病例和1例无症状感染者（均为隔离观察人员）；新增2例境外输入确诊病例和1例无症状感染者。
7月6日，北京市决定分批有序恢复直航北京国际商业客运航班，并将此前的进返京政策调整为7天内（調整前為14天）有1例及以上本土新冠病毒感染者所在县（市、区、旗，下同）旅居史人员严格限制进返京，对有1例及以上本土新冠病毒感染者所在地级市其他县人员、陆路边境口岸所在县人员不再限制进返京。根据第九版防控方案，结合首都实际，对密切接触者、直航北京入境人员实行“7天集中隔离+3天居家健康监测”，对密接的密接实行7天居家隔离，对涉疫场所暴露人员、7天内有陆路边境口岸所在县旅居史人员实行“3天两检”并做好健康监测。当日北京市新增4例本土确诊病例（含1例无症状感染者转确诊病例，均为隔离观察人员），无新增疑似病例和无症状感染者；新增2例境外输入确诊病例（含1例无症状感染者转确诊病例）和2例无症状感染者。
7月8日，北京市新增3例本土确诊病例（均为隔离观察人员）。
7月9日，新增3例境外输入确诊病例和1例无症状感染者。
7月10日，新增1例本土确诊病例（为隔离观察人员）和1例境外输入确诊病例、1例境外输入无症状感染者。
7月15日，新增2例境外输入确诊病例和1例无症状感染者。
7月16日，新增2例境外输入确诊病例（含1例无症状感染者转确诊病例）。
7月17日，新增1例境外输入确诊病例和1例无症状感染者。
7月18日，新增1例本土无症状感染者；新增4例境外输入确诊病例。其中新增1例阳性人员为中国航空集团1名飞行员，健康监测期间该员工于18日核酸检测结果报告阳性。
7月19日，新增1例本土确诊病例（为7月18日诊断的无症状感染者转确诊病例）；新增2例境外输入确诊病例和1例无症状感染者。
7月20日，新增2例境外输入确诊病例和2例无症状感染者。
7月21日，新增3例境外输入确诊病例和3例无症状感染者。
7月22日，朝阳区通过社会面筛查发现1名新冠核酸检测初筛阳性人员。当日新增1例境外输入确诊病例和5例无症状感染者。
7月23日，新增2例境外输入确诊病例。
7月24日，新增1例本土确诊病例（为隔离观察人员）；新增4例境外输入确诊病例（含1例无症状感染者转确诊病例）和1例无症状感染者。
7月25日，新增2例境外输入确诊病例和3例无症状感染者。
7月28日，新增2例境外输入确诊病例和2例无症状感染者。
7月29日，新增5例境外输入确诊病例和2例无症状感染者。
7月30日，新增4例境外输入确诊病例和2例无症状感染者。
7月31日，新增1例本土确诊病例（为社会面筛查人员）；新增5例境外输入确诊病例和3例无症状感染者。

## 2022年8月
8月1日，新增3例境外输入确诊病例和4例无症状感染者。
8月2日，新增6例境外输入确诊病例（含1例无症状感染者转确诊病例）和2例无症状感染者。
8月3日，新增1例本土无症状感染者（为社会面筛查人员）；新增1例境外输入确诊病例。
8月4日，新增3例境外输入确诊病例和3例无症状感染者。
8月5日，新增5例境外输入确诊病例和1例无症状感染者。
8月6日，新增1例本土确诊病例（为8月3日诊断的无症状感染者转确诊病例）；新增10例境外输入确诊病例和5例无症状感染者。
8月7日，徐和建表示，當前境外疫情持續蔓延、國內疫情多地散發，北京的疫情防控不容馬虎鬆懈。對進返京防疫要嚴格管理，對7天內有1例以上本土感染者所在縣（市、區、旗）旅居史人員，嚴格限制進返京。当日北京市新增2例本土确诊病例（为隔离观察人员），无新增疑似病例和无症状感染者；新增4例境外输入确诊病例和2例无症状感染者。
8月8日，新增9例境外输入确诊病例和3例无症状感染者。
8月9日，新增4例境外输入确诊病例和5例无症状感染者。
8月10日，新增2例本土确诊病例（为闭环管理人员）；新增7例境外输入确诊病例和5例无症状感染者。
8月11日，新增4例境外输入确诊病例（含1例无症状感染者转确诊病例）和4例无症状感染者。
8月12日，新增9例境外输入确诊病例和8例无症状感染者。
8月13日，新增15例境外输入确诊病例（含1例无症状感染者转确诊病例）和7例无症状感染者。
8月14日，新增16例境外输入确诊病例（含2例无症状感染者转确诊病例）和6例无症状感染者。
8月15日，新增3例本土确诊病例和1例无症状感染者（1例社会面筛查人员、3例隔离观察人员，均为进返京人员）；新增13例境外输入确诊病例（含1例无症状感染者转确诊病例）和7例无症状感染者。其中一例感染者在返京期间申诉解除健康宝弹窗时，涉嫌隐瞒曾前往中高风险地区的行程信息，导致260人被判定为风险人员，造成疫情传播重大风险隐患。丰台警方依法对刘某某立案调查。
8月16日，新增1例本土确诊病例（为隔离观察人员）和1例无症状感染者（为闭环管理人员）；新增21例境外输入确诊病例（含4例无症状感染者转确诊病例）和5例无症状感染者。
8月17日，北京市當局表示中國一例及以上本土新冠肺炎感染者所在县区旗7日内旅居史人员限制进返京。当日新增4例本土确诊病例和1例无症状感染者（含1例8月16日诊断的无症状感染者转确诊病例）；新增7例境外输入确诊病例（含1例无症状感染者转确诊病例）和3例无症状感染者。
8月18日，新增1例本土确诊病例（为8月17日诊断的无症状感染者转确诊病例）；新增4例境外输入确诊病例和1例无症状感染者。
8月19日，新增4例本土确诊病例（含1例8月15日诊断的无症状感染者转确诊病例）和1例无症状感染者；新增10例境外输入确诊病例（含2例无症状感染者转确诊病例）和9例无症状感染者。
8月20日，新增1例本土确诊病例（为8月19日诊断的无症状感染者转确诊病例）；新增9例境外输入确诊病例（含3例无症状感染者转确诊病例）和4例无症状感染者。
8月21日，无新增本土确诊病例、疑似病例和无症状感染者；新增10例境外输入确诊病例和2例无症状感染者。
8月22日，无新增本土确诊病例、疑似病例和无症状感染者；新增3例境外输入确诊病例（含1例无症状感染者转确诊病例）。
8月23日，无新增本土确诊病例、疑似病例和无症状感染者；新增3例境外输入确诊病例和2例无症状感染者。
8月24日，无新增本土确诊病例、疑似病例和无症状感染者；新增2例境外输入确诊病例和2例无症状感染者。
8月25日，无新增本土确诊病例、疑似病例和无症状感染者；新增4例境外输入确诊病例和4例无症状感染者。
8月26日，新增3例本土确诊病例（均为隔离观察人员）；新增5例境外输入确诊病例（含1例无症状感染者转确诊病例）和2例无症状感染者。
8月27日，新增2例本土确诊病例和1例无症状感染者（均为隔离观察人员）；新增3例境外输入确诊病例和1例无症状感染者。
8月28日，新增1例本土确诊病例（为隔离观察人员）；新增1例境外输入确诊病例和3例无症状感染者。
8月29日，无新增本土确诊病例、疑似病例和无症状感染者；新增3例境外输入确诊病例和4例无症状感染者。
8月30日，新增1例本土确诊病例（为隔离观察人员）；新增3例境外输入确诊病例和5例无症状感染者。
8月31日，新增3例本土确诊病例（2例隔离观察人员、1例社会面筛查人员）；新增1例境外输入确诊病例（为无症状感染者转确诊病例）和5例无症状感染者。

## 2022年9月
9月1日，新增1例本土确诊病例（为隔离观察人员）；新增1例境外输入确诊病例和5例无症状感染者。
9月2日，新增1例本土确诊病例和1例无症状感染者（均为隔离观察人员）；新增7例境外输入确诊病例和10例无症状感染者。
9月3日，北京市疾控中心副主任刘晓峰表示，倡导抵京24小时内进行一次核酸检测，抵京24小时后、72小时内再次进行核酸检测，抵京7日内不聚餐、不聚会、不前往人员密集场所，核酸检测阴性结果未出之前减少外出，必须外出时要做好个人防护。当日北京新增1例本土确诊病例（为9月2日诊断的无症状感染者转确诊病例）；新增6例境外输入确诊病例和7例无症状感染者。
9月4日，新增3例境外输入确诊病例（含1例无症状感染者转确诊病例）和8例无症状感染者。
9月5日，新增1例本土确诊病例（为隔离观察人员）；新增4例境外输入确诊病例（含1例无症状感染者转确诊病例）和3例无症状感染者。
9月6日，新增14例本土确诊病例；新增4例境外输入确诊病例（含1例无症状感染者转确诊病例）和3例无症状感染者。
9月7日0时至15时，新增本土新冠肺炎病毒感染者7例，均为隔离观察人员。北京化工大学昌平校区出现关联聚集性疫情，截至当时累计报告感染者18例；另外中央民族大学附属中学出现聚集性疫情，有3名学生诊断为确诊病例。当日累计新增7例本土确诊病例和3例无症状感染者（均为隔离观察人员），无新增疑似病例；新增6例境外输入确诊病例和5例无症状感染者。
9月8日，新增17例本土确诊病例和2例无症状感染者（均为隔离观察人员）；新增4例境外输入确诊病例和1例无症状感染者。
9月9日，新增16例本土确诊病例（均为隔离观察人员，含2例无症状感染者转确诊病例）；新增2例境外输入确诊病例（含1例无症状感染者转确诊病例）和2例无症状感染者。同日朝阳区新增1例疑似阳性病例，系中国传媒大学在校学生。该校自当日17时起对校园实行应急封闭管理。
9月10日，新增8例本土确诊病例和2例无症状感染者（9例隔离观察人员、1例发热门诊筛查发现）；新增3例境外输入确诊病例和4例无症状感染者。
9月11日，新增15例本土确诊病例（均为隔离观察人员，含1例无症状感染者转确诊病例）；新增2例境外输入确诊病例（均为无症状感染者转确诊病例）和3例无症状感染者。
9月12日，新增10例本土确诊病例（均为隔离观察人员，含1例无症状感染者转确诊病例）和6例本土无症状感染者（均为隔离观察人员）；新增2例境外输入确诊病例。
9月13日，新增18例本土确诊病例（均为隔离观察人员，含1例无症状感染者转确诊病例）；新增2例境外输入确诊病例和1例无症状感染者。
9月14日，北京市政府新闻发言人徐和建表示，学校仍是首都疫情防控的重点。当日新增2例本土确诊病例（均为隔离观察人员，含1例无症状感染者转确诊病例）；新增2例境外输入确诊病例和1例无症状感染者。
9月15日，北京市新增2例本土确诊病例（均为隔离观察人员）；新增3例境外输入确诊病例和3例无症状感染者。
9月16日，无新增本土确诊病例、疑似病例和无症状感染者；新增7例境外输入确诊病例（含1例无症状感染者转确诊病例）和7例无症状感染者，无新增疑似病例。
9月17日，无新增本土确诊病例、疑似病例和无症状感染者；新增2例境外输入确诊病例和7例无症状感染者。
9月18日，无新增本土确诊病例、疑似病例和无症状感染者；新增5例境外输入确诊病例（含2例无症状感染者转确诊病例）和6例无症状感染者，无新增疑似病例。
9月19日，无新增本土确诊病例、疑似病例和无症状感染者；新增8例境外输入确诊病例和9例无症状感染者。
9月20日，无新增本土确诊病例、疑似病例和无症状感染者；新增7例境外输入确诊病例和10例无症状感染者。
9月21日，无新增本土确诊病例、疑似病例和无症状感染者；新增6例境外输入确诊病例（含2例无症状感染者转确诊病例）和4例无症状感染者。
9月22日，新增2例本土确诊病例（均为隔离观察人员），无新增疑似病例和无症状感染者；新增1例境外输入确诊病例（为无症状感染者转确诊病例）和7例无症状感染者，无新增疑似病例。
9月23日，无新增本土确诊病例、疑似病例和无症状感染者；新增2例境外输入确诊病例和4例无症状感染者。
9月24日，新增7例境外输入确诊病例（含1例无症状感染者转确诊病例）和9例无症状感染者。
9月25日，新增3例境外输入确诊病例和2例无症状感染者。
9月26日，新增12例境外输入确诊病例（含1例无症状感染者转确诊病例）和5例无症状感染者。
9月27日，新增2例境外输入确诊病例（含1例无症状感染者转确诊病例）和1例无症状感染者。
9月28日，新增5例境外输入确诊病例（含2例无症状感染者转确诊病例）和6例无症状感染者。
9月29日，新增1例本土确诊病例，为社会面筛查人员；新增5例境外输入确诊病例（含1例无症状感染者转确诊病例）和5例无症状感染者。
9月30日，新增1例本土确诊病例和1例无症状感染者；新增5例境外输入确诊病例（含1例无症状感染者转确诊病例）和3例无症状感染者。

## 2022年10月
10月1日，新增本土新冠肺炎病毒感染者1例，为隔离观察人员，在丰台区。该人员现住丰台区新发地市场，货车司机，9月26日至29日在京外运输货物，9月29日晚到达新发地市场大农门，9月30日作为风险人员进行隔离。另外新增5例境外输入确诊病例（含1例无症状感染者转确诊病例）和9例无症状感染者。当晚北京警方通报，朱某某（男，47岁，货车司机，9月30日确诊），于9月28日晚进京送货，在明知自己有疫情中高风险地区旅居史的情况下，未落实高风险岗位从业人员疫情防控要求，在货主王某某（男，42岁）及温某（男，43岁）、林某某（男，37岁）的协助下，通过藏匿于驾驶室后排、由林某某代驾的方式，违规进入新发地市场。朱某某随后出入市场内的饭店、便利店等场所，相关饭店经营者孙某（男，34岁）、便利店店主胡某某（女，35岁）不落实扫码测温等防控措施，导致多名与朱某某同时空关联人员密接隔离。此外，在调查过程中发现，新发地市场工作人员王某某（女，44岁）、秦某某（男，42岁）未严格履行疫情防控责任，影响市场防疫工作。丰台公安分局以涉嫌妨害传染病防治罪，对上述8人依法刑事立案调查。
10月2日，新增2例本土确诊病例和1例无症状感染者，无新增疑似病例；新增4例境外输入确诊病例和5例无症状感染者，无新增疑似病例。
10月3日，新增1例本土确诊病例（为10月2日诊断的无症状感染者转确诊病例）和1例无症状感染者，无新增疑似病例；新增9例境外输入确诊病例和4例无症状感染者。
10月4日，新增3例本土确诊病例（含1例10月3日诊断的无症状感染者转确诊病例，其中2例已通报）和1例无症状感染者；新增5例境外输入确诊病例和4例无症状感染者。
10月5日，新增2例本土确诊病例（含1例10月4日诊断的无症状感染者转确诊病例，均已通报）和2例无症状感染者（其中1例已通报），无新增疑似病例；新增8例境外输入确诊病例和3例无症状感染者，无新增疑似病例。
10月6日，新增5例本土确诊病例（含2例10月5日诊断的无症状感染者转确诊病例，其中4例已通报），无新增疑似病例和无症状感染者；新增5例境外输入确诊病例（含1例无症状感染者转确诊病例）和2例无症状感染者。
10月7日，新增3例本土确诊病例（其中2例已通报），无新增疑似病例和无症状感染者；新增7例境外输入确诊病例（含2例无症状感染者转确诊病例）和7例无症状感染者。
10月8日，新增6例本土确诊病例和2例无症状感染者（其中5例已通报），无新增疑似病例；新增9例境外输入确诊病例和9例无症状感染者，无新增疑似病例。
10月9日，新增13例本土确诊病例（含2例10月8日诊断的无症状感染者转确诊病例，其中8例已通报）和3例无症状感染者（均已通报），无新增疑似病例；新增5例境外输入确诊病例（含2例无症状感染者转确诊病例）和2例无症状感染者，无新增疑似病例。
10月10日，新增13例本土确诊病例（其中11例已通报）和1例无症状感染者（已通报），无新增疑似病例；新增3例境外输入确诊病例和4例无症状感染者，无新增疑似病例。
10月11日，新增10例本土确诊病例（其中7例已通报）和1例无症状感染者（已通报），无新增疑似病例；新增3例境外输入确诊病例（含2例无症状感染者转确诊病例）和3例无症状感染者。
10月12日，新增12例本土确诊病例（其中4例已通报）和6例无症状感染者（其中1例已通报），无新增疑似病例；新增2例境外输入确诊病例和4例无症状感染者，无新增疑似病例。
10月13日，新增16例本土确诊病例（含1例10月9日、2例10月12日诊断的无症状感染者转确诊病例，其中８例已通报）和8例无症状感染者（其中４例已通报），无新增疑似病例；新增2例境外输入确诊病例和7例无症状感染者，无新增疑似病例。
10月14日，新增14例本土确诊病例（含8例无症状感染者转确诊病例，其中4例已通报）和3例无症状感染者（其中2例已通报），无新增疑似病例；新增8例境外输入确诊病例和11例无症状感染者，无新增疑似病例。
10月15日，新增17例本土确诊病例（含1例10月14日诊断的无症状感染者转确诊病例，其中6例已通报）和3例无症状感染者（其中1例已通报），无新增疑似病例；新增11例境外输入确诊病例（含1例无症状感染者转确诊病例）和9例无症状感染者，无新增疑似病例。
10月16日，新增13例本土确诊病例（含2例无症状感染者转确诊病例，其中9例已通报）和2例无症状感染者（均已通报），无新增疑似病例；新增6例境外输入确诊病例和14例无症状感染者，无新增疑似病例。
10月17日，新增14例本土确诊病例（含3例无症状感染者转确诊病例，其中6例已通报）和4例无症状感染者（其中2例已通报），无新增疑似病例；新增3例境外输入确诊病例（含1例无症状感染者转确诊病例）和2例无症状感染者，无新增疑似病例。
10月18日，新增34例本土确诊病例（含1例无症状感染者转确诊病例，其中20例已通报）和8例无症状感染者（其中3例已通报），无新增疑似病例；新增3例境外输入确诊病例（含1例无症状感染者转确诊病例）和3例无症状感染者，无新增疑似病例。
10月19日，新增14例本土确诊病例（含3例10月18日诊断的无症状感染者转确诊病例，其中9例已通报）和4例无症状感染者（其中3例已通报），均为隔离观察人员，无新增疑似病例；新增5例境外输入确诊病例和3例无症状感染者，无新增疑似病例。
10月20日，新增15例本土确诊病例（含4例无症状感染者转确诊病例，其中8例已通报）和2例无症状感染者（其中1例已通报），12例隔离观察人员、1例社会面筛查人员，无新增疑似病例；新增3例境外输入确诊病例和6例无症状感染者，无新增疑似病例。
10月21日，新增18例本土确诊病例（含2例无症状感染者转确诊病例，其中15例已通报）和1例无症状感染者，无新增疑似病例；新增7例境外输入确诊病例和3例无症状感染者，无新增疑似病例。
10月22日，新增7例本土确诊病例（均已通报）和1例无症状感染者（已通报），均为隔离观察人员，无新增疑似病例；新增4例境外输入确诊病例（含1例无症状感染者转确诊病例）和1例无症状感染者，无新增疑似病例。
10月23日，新增8例本土确诊病例（含1例无症状感染者转确诊病例，均已通报）和2例无症状感染者（已通报），均为隔离观察人员，无新增疑似病例；新增6例境外输入确诊病例（含1例无症状感染者转确诊病例）和3例无症状感染者，无新增疑似病例。
10月24日，新增18例本土确诊病例（均已通报），16例隔离观察人员、2例社会面筛查人员，无新增疑似病例和无症状感染者；新增1例境外输入确诊病例和5例无症状感染者，无新增疑似病例。
10月25日，新增19例本土确诊病例（含1例无症状感染者转确诊病例，均已通报）和1例无症状感染者（已通报），18例隔离观察人员、1例社会面筛查人员，无新增疑似病例；新增7例境外输入确诊病例和4例无症状感染者，无新增疑似病例。
10月26日，北京警方通报，称警方接疾控部门通报，流调中发现确诊病例李某某（女，30岁）存在违反防疫规定的情况。该人员10月21日前往福建某市参加朋友婚礼，23日返京前因“健康宝”弹窗提示有涉疫风险，其在明知不符合进返京防疫规定的情况下，先乘火车至湖北某市，后以购买河北某市车票、到站不下车的方式违规进京，造成疫情传播风险。李某某24日到京后，还存在虚假承诺、不主动向社区报告、多次出入公共场所等行为，接到福建某市疾控部门通知其为涉疫关联人员后，也未如实向社区和有关部门报备，进一步加剧了疫情传播风险。李某某因涉嫌妨害传染病防治罪，已被朝阳公安分局刑事立案调查。当日新增12例本土确诊病例（均已通报）和5例无症状感染者（均已通报），16例隔离观察人员、1例社会面筛查人员，无新增疑似病例；新增3例境外输入确诊病例和3例无症状感染者，无新增疑似病例。
10月27日，新增6例本土确诊病例（含2例无症状感染者转确诊病例，其中3例已通报）和3例无症状感染者，5例隔离观察人员、2例社会面筛查人员，无新增疑似病例；新增5例境外输入确诊病例和5例无症状感染者，无新增疑似病例。
10月28日，新增20例本土确诊病例（含2例无症状感染者转确诊病例，其中8例已通报）和2例无症状感染者，17例隔离观察人员、3例社会面筛查人员，无新增疑似病例；新增5例境外输入确诊病例和7例无症状感染者，无新增疑似病例。
10月29日，新增12例本土确诊病例和3例无症状感染者（含1例无症状感染者转确诊病例，其中9例已通报），13例隔离观察人员、1例社会面筛查人员，无新增疑似病例；新增5例境外输入确诊病例（含1例无症状感染者转确诊病例）和14例无症状感染者，无新增疑似病例。
10月30日，新增16例本土确诊病例和8例无症状感染者（含2例无症状感染者转确诊病例，其中13例已通报），18例隔离观察人员、4例社会面筛查人员，无新增疑似病例；新增2例境外输入确诊病例和6例无症状感染者，无新增疑似病例。
10月31日，新增21例本土确诊病例和2例无症状感染者（含1例无症状感染者转确诊病例，其中16例已通报），21例隔离观察人员、1例社会面筛查人员，无新增疑似病例；新增12例境外输入确诊病例和9例无症状感染者，无新增疑似病例。治愈出院13例，解除医学观察的无症状感染者14例。

## 2022年11月
11月1日，新增28例本土确诊病例和4例无症状感染者（含4例无症状感染者转确诊病例），20例隔离观察人员、8例社会面筛查人员，无新增疑似病例；新增5例境外输入确诊病例（含1例无症状感染者转确诊病例）和3例无症状感染者，无新增疑似病例。治愈出院29例，解除医学观察的无症状感染者8例。
11月2日，新增28例本土确诊病例和3例无症状感染者（含5例无症状感染者转确诊病例），21例隔离观察人员、5例社会面筛查人员，无新增疑似病例；新增6例境外输入确诊病例（含2例无症状感染者转确诊病例）和2例无症状感染者，无新增疑似病例。治愈出院22例，解除医学观察的无症状感染者2例。
11月3日，新增32例本土确诊病例和6例无症状感染者（含1例无症状感染者转确诊病例），31例隔离观察人员、6例社会面筛查人员，无新增疑似病例；新增6例境外输入确诊病例（含1例无症状感染者转确诊病例）和7例无症状感染者，无新增疑似病例。治愈出院22例，解除医学观察的无症状感染者4例。
11月4日，新增37例本土确诊病例和5例无症状感染者（含3例无症状感染者转确诊病例），34例隔离观察人员、5例社会面筛查人员，无新增疑似病例；新增4例境外输入确诊病例和8例无症状感染者，无新增疑似病例。治愈出院13例，解除医学观察的无症状感染者1例。
11月5日，新增43例本土确诊病例和6例无症状感染者（含2例无症状感染者转确诊病例），42例隔离观察人员、5例社会面筛查人员，无新增疑似病例；新增6例境外输入确诊病例和15例无症状感染者，无新增疑似病例。治愈出院20例，解除医学观察的无症状感染者3例。
11月6日，新增41例本土确诊病例和18例无症状感染者（含4例无症状感染者转确诊病例），53例隔离观察人员、2例社会面筛查人员，无新增疑似病例；新增3例境外输入确诊病例（含1例无症状感染者转确诊病例）和18例无症状感染者，无新增疑似病例。治愈出院23例，解除医学观察的无症状感染者16例。
11月7日，新增31例本土确诊病例和33例无症状感染者（含3例无症状感染者转确诊病例），60例隔离观察人员、1例社会面筛查人员，无新增疑似病例；新增5例境外输入确诊病例和8例无症状感染者，无新增疑似病例。治愈出院13例，解除医学观察的无症状感染者5例。到11月7日，北京市571家养老机构均已全部执行养老服务一级防控响应等级。期间，养老机构严格落实人员出入管理，暂停家属入院探视，暂停接待走访慰问、参观考察等的外来人员；暂停院内老年人除就医以外的离院外出。
11月8日，新增32例本土确诊病例和48例无症状感染者（含2例无症状感染者转确诊病例），72例隔离观察人员、6例社会面筛查人员，无新增疑似病例；新增6例境外输入确诊病例和7例无症状感染者，无新增疑似病例。治愈出院10例，解除医学观察的无症状感染者16例。
11月9日，新增34例本土确诊病例和61例无症状感染者，88例隔离观察人员、7例社会面筛查人员，无新增疑似病例；新增4例境外输入确诊病例和6例无症状感染者。
11月10日，新增64例本土确诊病例和54例无症状感染者（含4例无症状感染者转确诊病例），110例隔离观察人员、4例社会面筛查人员，无新增疑似病例；无新增境外输入确诊病例、疑似病例，新增2例境外输入无症状感染者。治愈出院28例，解除医学观察的无症状感染者7例。
11月11日，新增68例本土确诊病例和48例无症状感染者（含2例无症状感染者转确诊病例），102例隔离观察人员、12例社会面筛查人员，无新增疑似病例；新增2例境外输入确诊病例和12例无症状感染者，无新增疑似病例。治愈出院31例，解除医学观察的无症状感染者6例。
11月12日，新增161例本土确诊病例和74例无症状感染者（含5例无症状感染者转确诊病例），214例隔离观察人员、16例社会面筛查人员，无新增疑似病例；新增1例境外输入确诊病例（为无症状感染者转确诊病例）和4例无症状感染者，无新增疑似病例。
11月13日，新增237例本土确诊病例和170例无症状感染者（含3例无症状感染者转确诊病例），356例隔离观察人员、48例社会面筛查人员，无新增疑似病例；新增3例境外输入确诊病例和4例无症状感染者，无新增疑似病例。治愈出院27例，解除观察的无症状感染者7例。
11月14日，新增303例本土确诊病例和159例无症状感染者（含1例无症状感染者转确诊病例），394例隔离观察人员、67例社会面筛查人员，无新增疑似病例；新增2例境外输入确诊病例和2例无症状感染者，无新增疑似病例。治愈出院40例，解除医学观察的无症状感染者6例。同日，北京上线试运行“防疫健康信息团体簿”服务，“团体簿”面向社会机构，根据需要注册登记后可提供本机构人员健康状态、核酸天数、疫苗注射情况的团体查询服务，
11月中旬，北京多地陆续启动吸入式疫苗接种工作。
11月15日，对外经济贸易大学2名学生核酸检测阳性。11月15日，新增197例本土确诊病例和174例无症状感染者（含10例无症状感染者转确诊病例），321例隔离观察人员、40例社会面筛查人员，无新增疑似病例；新增5例境外输入确诊病例（含1例无症状感染者转确诊病例）和4例无症状感染者，无新增疑似病例。治愈出院46例，解除医学观察的无症状感染者16例。据美国之音报道，由于疫情上升，北京某些地方已经要求当地居民每天接受核酸检测。
11月16日凌晨，北京大学接到核酸检测机构信息，一名学生核酸检测结果呈阳性，学校随即启动疫情防控应急预案，第一时间开展校内师生员工核酸检测。经核酸检测机构检测，全部校内师生员工首轮核酸检测结果均为阴性。根据疫情防控要求，17日、18日两天，全校将继续开展两轮全员核酸检测。11月16日，新增172例本土确诊病例和262例无症状感染者（含11例无症状感染者转确诊病例），347例隔离观察人员、76例社会面筛查人员，无新增疑似病例；无新增境外输入确诊病例、疑似病例，新增1例境外输入无症状感染者。治愈出院45例，解除医学观察的无症状感染者34例。
11月18日，北京新增79例本土确诊病例和436例无症状感染者（含11例无症状感染者转确诊病例，其中232例已通报），424例隔离观察人员、80例社会面筛查人员，无新增疑似病例；新增5例境外输入确诊病例和15例无症状感染者。
11月19日4时，北京工商大学良乡校区1名保洁员确诊为阳性，该校区临时管控。11月19日0时至24时，北京新增69例本土确诊病例和552例无症状感染者（含7例无症状感染者转确诊病例）。新增5例境外输入确诊病例和14例无症状感染者。新增死亡1例。
11月20日，新增154例本土确诊病例和808例无症状感染者（含11例无症状感染者转确诊病例），685例隔离观察人员、266例社会面筛查人员，无新增疑似病例；新增3例境外输入确诊病例和3例无症状感染者，无新增疑似病例。治愈出院66例，解除医学观察的无症状感染者71例，死亡2例。当日，北京工商大学阜成路校区一名学生核酸检测结果呈阳性。北京工业大学中蓝校区学生涉1管10混1初筛阳性，平乐园校区、中蓝校区进行临时管控，当天单人单管核酸复核结果均为阴性，临时管控随即解除。
11月21日，北京新增274例本土确诊病例和1164例无症状感染者（含12例无症状感染者转确诊病例，其中316例已通报），1219例隔离观察人员、207例社会面筛查人员，无新增疑似病例；无新增境外输入确诊病例和疑似病例，新增5例境外输入无症状感染者。北京市疾控中心副主任刘晓峰21日在发布会称，北京当前疫情呈现快速上升态势。他说，经流行病学调查和实验室基因测序分析，Omicron BF.7变异株是本轮北京疫情的主要毒株，传播速度快、隐匿性强，病毒传代时间平均约为2天。自京外商贸城输入病例以来，引发了养老院、工地、学校等人员密集场所聚集性疫情，并在多地形成区域传播。11月18日至20日，报告病例数较多的区是朝阳区、昌平区、海淀区、丰台区、通州区，共涉及214个街乡。当日，海淀区中小学全部转为线上教学。朝阳区呼吁居民居家，减少流动，随着该市新冠病例数的增加，该区的多数企业关闭，学校课程转移线上教学。
11月22日，新增388例本土确诊病例和1098例无症状感染者（含10例无症状感染者转确诊病例，其中634例已通报），1186例隔离观察人员、290例社会面筛查人员，无新增疑似病例；新增8例境外输入确诊病例和40例无症状感染者，无新增疑似病例。治愈出院80例，解除医学观察的无症状感染者68例。同日起，所有进返京人员实行落地三天三检，抵京后前三天每天须完成一次核酸检测，阴性结果未出前，居家不外出。北京动物园、中国人民革命军事博物馆、颐和园博物馆、圆明园博物馆等室内场馆、北京人艺戏剧博物馆、北京古代建筑博物馆、中国共产党早期北京革命活动纪念馆等发布通告，从11月22日起暂停开放。北京欢乐谷、失重星球乐园也于当天暂停开放。
11月23日，新增509例本土确诊病例和1139例无症状感染者（含37例无症状感染者转确诊病例，其中913例已通报），1283例隔离观察人员、328例社会面筛查人员，无新增疑似病例；新增8例境外输入确诊病例和10例无症状感染者。
11月24日，新增424例本土确诊病例和1436例无症状感染者（含6例无症状感染者转确诊病例，其中863例已通报），1454例隔离观察人员、400例社会面筛查人员，无新增疑似病例；新增8例境外输入确诊病例和23例无症状感染者（含1例无症状感染者转确诊病例），无新增疑似病例。治愈出院129例，解除医学观察的无症状感染者273例。同日起，北京市民进入公共场所需查验48小时内核酸阴性证明。24日，北京多个小区的居民发起倡议，支持确诊居民自愿选择居家隔离，反对强制隔离，并呼吁居民不对确诊者施加歧视或语言暴力。
11月25日，新增586例本土确诊病例和2009例无症状感染者（含19例无症状感染者转确诊病例，其中1119例已通报），新增2例疑似病例，2152例隔离观察人员、426例社会面筛查人员；新增1例境外输入确诊病例（为无症状感染者转确诊病例）。治愈出院122例，解除医学观察的无症状感染者405例。
11月26日，新增747例本土确诊病例和3560例无症状感染者（含62例无症状感染者转确诊病例，其中2454例已通报），无新增疑似病例，3439例隔离观察人员、806例社会面筛查人员；新增3例境外输入确诊病例和16例无症状感染者，无新增疑似病例。治愈出院217例，解除医学观察的无症状感染者765例。据报道，北京已有延庆区方舱医院、顺义区新国展轻症方舱医院、昌平区南口方舱医院投入使用。
11月27日，北京新冠肺炎疫情防控工作领导小组社区防控组办公室负责人王大广表示，本市规范采用临时管控措施，根据疫情防控需要，因流调溯源、查阳追阳等采取的临时管控措施，第一时间向群众发布公告，做好解释说明和服务保障，坚持快管、快查、快结。临时管控时间原则上不超过24小时。严禁采取硬质隔离、硬质围挡等措施封堵消防通道、单元门、小区门。高风险区实行足不出户，上门服务，对于看病就医、紧急避险要确保外出渠道畅通。对于符合解封条件的要做到应解尽解。对集中隔离期满和感染后治愈出院出舱的人员，允许进入小区（村），不得以任何理由拒绝。对纳入白名单的应急保障医务人员、保供人员，允许持通行证和24小时核酸阴性证明出入风险区域。

## 2022年12月
12月1日，北京市卫生健康委员会、北京市疾病预防控制中心表示北京市各级各类医疗卫生机构查验健康码时，不得拒绝无48小时核酸阴性结果的患者进入。
12月5日起，北京公交、地铁不得拒绝无48小时核酸证明乘客乘车。當天北京新增1163例本土确诊病例、3503例本土无症状感染者和2例境外输入确诊病例、2例境外输入无症状感染者。
12月6日起，北京调整核酸证明查验要求。进入商超、商务楼宇、各类公共场所及社区（村），可不查验核酸检测阴性证明；进入网吧、酒吧、棋牌室、KTV、剧本杀、桑拿洗浴等密闭场所以及餐饮（堂食）、室内健身等场所，养老机构、儿童福利机构、幼儿园和中小学及医疗机构住院部等场所，仍须查验48小时核酸检测阴性证明。
12月7日晚，北京市卫生健康委员会党委书记钟东波发布优化疫情防控的十条工作措施。对进返京人员不再执行查验核酸检测阴性证明和健康码等防控措施，抵京后不再执行落地“三天三检”。
12月11日，北京市发热门诊就诊患者2.2万人次，是一周前的16倍。12月5日至11日流感样病例监测数据显示，北京市二级以上医院监测流感样病例数1.9万人，较上一周上升6.2倍。12月9日，24小时120急救熱線呼入量3.1万人次，达到常态的6倍。
12月13日起，北京恢复旅行社及在线旅游企业经营在京团队旅游、进出京跨省团队旅游及“机票+酒店”业务。
12月15日起，中華人民共和國交通运输部決定恢复进京道路客运服务，取消核酸检测阴性证明查验及“落地检”要求。
12月17日，中央社引述明報消息，當天北京染疫在家身亡者就有2700多人。
12月18日，北京市人民政府新闻办公室发布消息，北京全力推动企业复工复产，实现“应开尽开”。各区、各部门迅速落实新政策，已取消、调整和优化到岗率、跨区通勤、核酸检测和查验等126条政策措施。當天北京新增死亡2例。
12月20日，北京新增5例死亡病例。
12月22日，北京市卫生健康委表示，12月21日，北京市发热门诊接诊发热患者6.5万人次，较近日接诊高峰7.3万人次减少11%。